# Der Tag, an dem die Erde Feuer fing
Der Tag, an dem die Erde Feuer fing (Originaltitel: The Day the Earth Caught Fire) ist ein britischer Science-Fiction-Film aus dem Jahr 1961 von dem Regisseur Val Guest. Der Film wurde im November 1961 uraufgeführt. In Deutschland erschien er am 30. April 1971 in einer Fernsehfassung des ZDF.

## Handlung
Der Journalist Peter Stenning geht durch die verwaisten Straßen Londons. Er erreicht erschöpft seine Zeitungsredaktion und versucht, auf der Schreibmaschine einen Leitartikel aufzusetzen. Durch die herrschende Hitze ist die Walze unbrauchbar geworden, sodass er den Artikel telefonisch an die Druckerei durchgibt. Stenning beginnt den Artikel damit, dass seit dem Zünden der „Korrekturbomben“ 30 Minuten vergangen seien und die Welt innerhalb der nächsten Stunden erfahren werde, ob dies das Ende oder ein neuer Anfang sei.
Der Film blendet dann 90 Tage zurück: Reporter der Londoner Zeitung Daily Express berichten verwirrt über anormale Wetterphänomene auf der ganzen Welt. Es häufen sich Meldungen über Flugzeugabstürze, die durch Sonnenflecken hervorgerufen wurden. New York wird von Blizzards heimgesucht, in der Sowjetunion toben vernichtende Tornados, die Londoner leiden unter einer starken Hitzewelle. Da es keine offiziellen Stellungnahmen zu der Situation gibt, ergehen sich die Medien in Spekulationen.
Zwei Mitarbeiter der Zeitung, der altgediente Reporter Stenning und der Wissenschaftsredakteur Bill Maguire, finden die Ursache der Wetterstörungen heraus: Die Amerikaner und Sowjets haben gleichzeitig einen Atomtest durchgeführt, die Amerikaner am Nordpol, die Sowjets am Südpol. Stenning baut einen Kontakt zu Jeanie Craig auf, die als Telefonistin im Met Office arbeitet. Durch sie erfährt er, dass sich die Nutation, also der Neigungswinkel der Erde, um elf Grad verändert hat. In einer Redaktionskonferenz erfährt das Kollegium später durch den Herausgeber Arthur Christiansen (der im richtigen Leben tatsächlich Herausgeber des Daily Express war und sich selbst spielt) von einer Pressekonferenz sowjetischer Wissenschaftler in Moskau: Durch die Explosionen hat die Erde ihre Umlaufbahn verlassen und driftet der Sonne entgegen. Die Zeitung druckt diese Neuigkeit und löst eine Panik unter der Bevölkerung aus. Maguire zufolge bleiben der Menschheit aufgrund der stetig ansteigenden Temperaturen, die in London bereits über 40 und in Mexiko-Stadt über 60 Grad erreichen, noch vier Monate zum Überleben.
Um der Panik Herr zu werden, ergreifen die Regierungen Sicherheitsmaßnahmen. Die Städte werden evakuiert, Nahrung und Wasser werden in Rationen ausgegeben. Trotzdem kommt es zu Plünderungen und Demonstrationen. Wissenschaftler aus mehreren Ländern erarbeiten einen Plan, bei dem vier große Atombomben in Westsibirien gezündet werden sollen, um die ursprüngliche Umlaufbahn wieder zu erreichen. Am Tage der geplanten Detonation suchen die Menschen Deckung in Luftschutzbunkern und Kellern. Während Polizeiwagen durch die Straßen fahren und die verbleibende Zeit bis zur Zündung vermelden, begeben sich Stenning, Craig und Maguire in ihre Stammkneipe, wo sie kurz vor Ende des Countdowns miteinander anstoßen. Die Detonation der „Korrekturbomben“ ist offensichtlich so stark, dass die Effekte noch in London zu spüren sind: Die Kneipe wird leicht erschüttert, der Staub kommt von der Decke herunter. Stenning macht sich kurz darauf auf den Weg in die Redaktion, wo er die Wirkung der Explosionen abwarten will und seinen Text an die Druckerei durchgibt. Zur gleichen Zeit haben die Schriftsetzer der Zeitung zwei Schlagzeilen zur Auswahl für die nächste Ausgabe vorbereitet. Die eine lautet: „Welt ist gerettet. Eine Nation betet.“ („World Saved. A nation prays“), die andere: „Weltuntergang. Jetzt betet die Nation.“ („World Doomed. Now nation prays“).
Die Kamera schwenkt dann über die Häuser Londons bis zur St Paul’s Cathedral, unter den Schlusssätzen von Stennings Leitartikel: „Und sollte dem Menschen noch eine neue Zukunft gegeben sein, dann wäre es an der Zeit, dass er seinen erbarmungslosen Stolz und sein Streben nach Macht vergisst. Dann muss er an die Stelle all dessen die Liebe setzen. Vielleicht darf er dann eines Tages wieder sagen: Wie schön ist doch das Licht. Und seine Augen zur Sonne erheben.“ Mit Glockenläuten endet der Film.

## Hintergrund
Das Drehbuch des Films beruht auf einem Text von Barry Wells.
In kleinen Nebenrollen sind Michael Caine als Polizist und Peter Butterworth als Reporter zu sehen.
Die Redaktionsszenen wurden an Originalschauplätzen in der Fleet Street in London gedreht. Der Daily Express stellte dafür Büroräume zur Verfügung. Einer der Redakteure dieser Zeitung, Arthur Christiansen, spielt sich im Film selbst.
Der Film wurde in Schwarzweiß gedreht, weist aber einige Farbeffekte auf, die durch Einfärben des Films entstanden.
Die Spezialeffekte lieferte Les Bowie.

## Kritiken
„Ein technisch geschickt entwickelter Science-Fiction-Film, der – auf dem Wissensstand seiner Zeit – deutlich machen will, daß eine Verständigung zwischen den Atom-Mächten lebenswichtig ist“, urteilte das Lexikon des internationalen Films. Dabei würden „aus dem Blickwinkel der Redakteure geschickt Gesellschaftskritik und Fiktion gemischt“, wodurch einerseits „eine beklemmende Beschreibung eines Ausnahmezustandes“ entstehe und andererseits „die zynische Berufsauffassung der Journalisten kritisch hinterfragt“ werde. Das Fazit von Cinema lautete: „Faszinierende Weltuntergangsstory“.
Variety hob den flotten Regiestil, die rasanten und raffinierten Dialoge und die effektive Darstellung hervor. TV Guide bezeichnete den Film als „faszinierenden Endzeitfilm“. Auch hier finde Guests rasante und spannende Inszenierung Anklang.
Saturday Review formuliert „Der Film gewinnt seine Schlagkraft dadurch, weil er nicht nur zur Unterhaltung gemacht wurde, sondern einen auch herausfordert“.

## Auszeichnungen
Das Drehbuch wurde 1962 mit dem British Film Academy Award in der Kategorie Bestes britisches Drehbuch ausgezeichnet.

## Synchronisation
Die deutschsprachige Synchronfassung entstand erst im Jahr 1970 im Auftrag des ZDF.
| Rolle                           | Darsteller          | Synchronsprecher  |
| ------------------------------- | ------------------- | ----------------- |
| Peter Stenning                  | Edward Judd         | Karl Heinz Bender |
| Bill Maguire                    | Leo McKern          | Alf Marholm       |
| Jeannie Craig                   | Janet Munro         | Helga Trümper     |
| Jacko, Redakteur vom Dienst     | Michael Goodliffe   | Günther Sauer     |
| Mr. Davis, Nachrichtenredakteur | Bernard Braden      | Manfred Andrae    |
| Harry                           | Reginald Beckwith   | Walter Clemens    |
| Mr. Sanderson                   | Edward Underdown    | Herbert Weicker   |
| Jefferson, Chefredakteur        | Arthur Christianson | Heinz Engelmann   |
| Pat Holroyd                     | Geoffrey Chater     | Kurt E. Ludwig    |
| Ronnie                          | Robin Hawdon        | Holger Ungerer    |
| Angela                          | Renée Asherson      | Charlotte Kerr    |
| Premierminister (Stimme)        |                     | Erik Jelde        |
| Radiosprecher (Stimme)          |                     | Holger Hagen      |